# Гонконгский тайфун (1906)
Гонконгский тайфун — стихийное бедствие, которое обрушилось на Британский Гонконг 18 сентября 1906 года и унесло жизни около 15 тысяч человек, что составило чуть менее пяти процентов тогдашнего населения Коронной колонии, насчитывающего в то время чуть более 300 тысяч человек. Гонконгский тайфун 1906 года нанёс материальный ущерб более миллиона фунтов стерлингов (баснословная сумма на начало XX века) и существенно повлиял на всю международную торговлю в Азиатско-Тихоокеанском регионе.
Обсерватории Японии и Шанхая предупредили о надвигающейся стихии 15 и 16 сентября соответственно, однако должных мер по защите населения и материальных ценностей предпринято не было; доходы Гонконга напрямую были связаны с работой порта и его закрытие сулило большие убытки, в то время как была большая вероятность, что тайфун затихнет или пройдёт мимо.

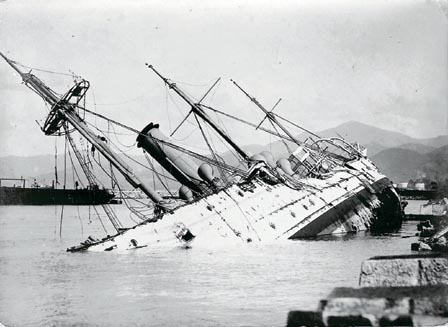
Последствия тайфуна

Королевская обсерватория Гонконга предупредила о приближающемся бедствии когда центр тайфуна, двигавшегося со скоростью более 100 миль в час, находился на расстоянии 47 морских миль (87 км) от города. Чёрный барабан (официальное предупреждение о тропических циклонах, которое выдавалось Гонконгской обсерваторией с 1884 года) был поднят в 8:40 утра, прежде чем был произведён выстрел из тайфунной пушки, чтобы предупредить находящиеся в гавани корабли и людей. На то чтобы подготовиться к удару стихии, силу которой тогда мало кто представлял, жителям колонии оставалось около получаса; этого времени не хватило даже для того, чтобы люди живущие в гавани в домах на сваях или на лодках успели собраться и эвакуироваться на сушу. Кроме того, позднее предупреждение сыграло и злую роль: к 9 часам утра паромы прекратили работу, и немало членов экипажей иностранных пароходов, включая их капитанов, застряли на суше, не имея возможности быстро добраться до своих судов стоявших на рейде, чтобы принять необходимые меры предосторожности. В результате около трёх тысяч рыболовных лодок и более шестисот океанских судов были уничтожены.
Гонконгский тайфун 1906 года по сей день занимает первое место по числу жертв среди природных стихий в истории Гонконга, хотя он едва не упустил лидерство в этом печальном зачёте тайфуну пришедшему три десятилетия спустя.
Менее чем через 2 года следующий мощный тайфун собрал в колонии новую кровавую жатву.